# 内梅特·南多尔
内梅特·南多尔（匈牙利語：Németh Nándor，1999年11月19日—）生于希欧福克，是一名匈牙利男子游泳运动员，主攻自由泳。他受哥哥影响开始接触游泳，8岁时开始参加比赛，14岁时加入Egri游泳俱乐部。2019年2月，他离开Egri俱乐部，成为BVSC俱乐部的成员。内梅特在童年时也接触过足球，也一度希望同时从事足球和游泳两项运动，然而在11岁时，他因为不想成为集体项目的选手而放弃足球。